# Flucht 1937
Flucht 1937 – Wer half Justus Nussbaum? ist ein deutscher Dokumentarfilm von Abigail Mathew aus dem Jahr 2016
Thema des Films ist die Flucht von Alfred Gossels, Auguste Minna Thormann, Justus Nussbaum (der Bruder des Malers Felix Nussbaum), seiner Frau Sofie und ihrer zweijährigen Tochter Marianne von Osnabrück nach Amsterdam am 2. Juli 1937. Gründe für diese Migration sind die politische Entwicklung in Deutschland und ihre zum Teil jüdische Abstammung. Eine besondere Rolle spielen zwei Angestellte von Alfred Gossels und Justus Nussbaum – Friedrich Niehüser und Wilhelm Hellmeister. Sie waren maßgeblich an der erfolgreichen Flucht beteiligt.

## Hintergrund und Produktion
Der Film entstand im Zusammenhang mit der Behandlung der Fluchtthematik in Deutschland im Zuge des Deutschunterrichts an einer Osnabrücker Schule. Abigail Mathews Urgroßvater war Wilhelm Hellmeister und damit der Ausgangspunkt für eine umfangreiche Recherche, die diesem Film zugrunde liegt.
Die Autorin war während des Filmdrehs 14 Jahre alt, das an der Produktion beteiligte Filmteam war nur unwesentlich älter und arbeitete, ebenso wie der russische Autor des Soundtracks ohne Gage. Grundlagen für den Film waren private Dokumente der Familie, Gespräche mit Zeitzeugen und Historikern sowie Recherchen in unterschiedlichen Archiven. Bei der Recherche unterstützt wurde sie von ihrem Vater Mark Mathew, ein Mitarbeiter des Medienzentrums Osnabrück beriet sie in filmtechnischen Fragen.
Gezeigt werden in dem Film historische Dokumente, Fotos, es gibt eine Reihe von Interviews, einige Szenen sind durch Laienspieler nachgespielt. Drehorte waren Osnabrück und Amsterdam. Sets in Osnabrück waren u. a. das Treppenhaus der Polizeidirektion Osnabrück, das Museum Villa Schlikker, die ehemalige NSDAP-Zentrale der Stadt, und die Gedenkstätte Gestapokeller im Osnabrücker Schloss.
Für den Film gab es kein Drehbuch oder Storyboard, seine endgültige Form bekam er erst nach dem Editing des Filmmaterials (insgesamt 35 Stunden Laufzeit) durch die Autorin selbst.
Die Premiere fand am 6. November 2016 im Cinema Arthouse in Osnabrück statt.
Die englisch synchronisierte Fassung des Films mit dem Titel Exodus 1937 wurde am 1. Juli 2017 an der Staffordshire University erstaufgeführt. und am 16. Juli 2017 ein weiteres Mal in Derby Quad-Kino in Derby.
Für private Vorführungen wurde eine zweisprachige DVD-Version erstellt.
Seit Dezember 2017 ist die Dokumentation offizieller Lehrfilm für Schulen.

## Auszeichnungen
- 2016: Niedersächsischer Schülerfriedenspreis.[7][8]